# Hanns Bruno Geinitz
Hanns Bruno Geinitz (Altenburg, 16 ottobre 1814 – Dresda, 28 gennaio 1900) è stato un geologo e mineralogista tedesco.

## Biografia
Ha studiato presso le università di Berlino e Jena, ed ha imparato la geologia sotto il professore Friedrich August von Quenstedt. Nel 1837 ha preso il dottorato di ricerca con una tesi sulla Muschelkalk della Turingia. Nel 1850 divenne professore di geologia e mineralogia nella Royal Polytechnic School, e nel 1857 è stato nominato direttore del Museo Reale Mineralogico e Geologico; ha ricoperto questo ruolo fino al 1894.
Egli si distinse per le sue ricerche sul Carbonifero, rocce del Cretacico e fossili della Sassonia, e in particolare la fauna e la flora di Permiano. Ha descritto anche i graptoliti dei ceti siluriani locali; e la flora e la formazione del carbonifero dei monti Altaj e del Nebraska.
Dal 1863 al 1878 è stato uno dei redattori del Neues Jahrbuch. È stato insignito della Medaglia Murchison dalla Geological Society of London nel 1878. Morì a Dresda. Il figlio Franz Eugen Geinitz (1854-1925), professore di geologia presso l'Università di Rostock, divenne distinto per ricerche sulla geologia della Sassonia, Meclemburgo, e in altri luoghi.

## Opere
- Das Quadersandsteingebirge oder Kreidegebirge in Deutschland (1849-1850).
- Die Versteinerungen der Steinkohlenformation in Sachsen (1855).
- Die animalischen Ueberreste der Dyas. Dyas oder die Zechsteinformation und das Rothliegende (1861-1862).
- Das Elbthalgebirge in Sachsen. Palaeontographica (1871-1875).